# Cashion Community, Texas
Cashion Community là một thành phố thuộc quận Wichita, tiểu bang Texas, Hoa Kỳ. Năm 2010, dân số của xã này là 348 người.

## Dân số
- Dân số năm 2000: người.
- Dân số năm 2010: 348 người.